# Подоба
Подо́ба (рос. Подоба) — присілок у складі Шегарського району Томської області, Росія. Входить до складу Північного сільського поселення.

## Населення
Населення — 114 осіб (2010; 166 у 2002).
Національний склад (станом на 2002 рік):
- росіяни — 93 %